# Christopher Gordon (squash)
Pour les articles homonymes, voir Gordon.
Christopher Gordon, né le 17 juillet 1986 à New York, est un joueur professionnel de squash représentant les États-Unis. Il atteint le 44e rang mondial en mai 2013, son meilleur classement. Il est champion des États-Unis en 2013.

## Biographie
Christopher Gordon commence le squash à l'âge de 8 ans. Il obtient ses premiers succès sur le circuit junior où il est trois fois champion des États-Unis junior.
Sa plus belle victoire survient à l'US Open 2012 quand il défait au premier tour Hisham Mohd Ashour, 15e mondial, en 5 jeux.

## Palmarès

### Titres
- Championnats des États-Unis : 2013